# Jeanette Kuhl
Jeanette Kuhl (* 19. August 1965) ist eine schwedische Badmintonspielerin. 

## Karriere
Jeanette Kuhl gewann nach mehreren Nachwuchstiteln in Schweden 1983 Silber bei der Junioreneuropameisterschaft. 1986 siegte sie bei den Norwegian International. 1993 erkämpfte sie sich mit dem SSV Heiligenwald Bronze in der Badminton-Bundesliga. Im neuen Jahrtausend war sie mehrfach bei Seniorenwelt- und -europameisterschaften erfolgreich.

## Sportliche Erfolge
| Saison    | Veranstaltung                     | Disziplin    | Platz | Name                                                       |
| --------- | --------------------------------- | ------------ | ----- | ---------------------------------------------------------- |
| 1977/1978 | Schweden: Einzelmeisterschaft U15 | Damendoppel  | 1     | Jeanette Kuhl / Christine Magnusson (Täby IS)              |
| 1978/1979 | Schweden: Einzelmeisterschaft U15 | Mixed        | 1     | Mikael Erliksson / Jeanette Kuhl (Täby IS)                 |
| 1978/1979 | Schweden: Einzelmeisterschaft U15 | Dameneinzel  | 1     | Jeanette Kuhl (Täby IS)                                    |
| 1978/1979 | Schweden: Einzelmeisterschaft U15 | Damendoppel  | 1     | Jeanette Kuhl / Katarina Skole (Täby IS)                   |
| 1980/1981 | Schweden: Einzelmeisterschaft U17 | Mixed        | 1     | Stellan Österberg / Jeanette Kuhl (Landvetter / Täby IS)   |
| 1980/1981 | Schweden: Einzelmeisterschaft U17 | Damendoppel  | 1     | Christine Magnusson / Jeanette Kuhl (Täby IS)              |
| 1982/1983 | Schweden: Einzelmeisterschaft U19 | Damendoppel  | 1     | Jeanette Kuhl / Christine Magnusson (Täby IS / BKC)        |
| 1983      | Junioren-Europameisterschaft      | Damendoppel  | 2     | Christine Magnusson / Jeanette Kuhl                        |
| 1984/1985 | Schweden: Einzelmeisterschaft U22 | Herrendoppel | 1     | Jeanette Kuhl / Lena Staxler (Täby BMF / IFK Umeå)         |
| 1986      | Norwegian International           | Dameneinzel  | 1     | Jeanette Kuhl                                              |
| 1987/1988 | Schweden: Einzelmeisterschaft U22 | Damendoppel  | 1     | Emma Edbom / Jeanette Kuhl (BK Aura / Västras Frölunda)    |
| 1987/1988 | Schweden: Einzelmeisterschaft U22 | Dameneinzel  | 1     | Jeanette Kuhl (Västra Frölunda)                            |
| 1993      | Bundesliga                        | Team         | 3     | SSV Heiligenwald                                           |
| 2005/2006 | Schweden: Einzelmeisterschaft O35 | Dameneinzel  | 1     | Jeanette Kuhl (Täby BMF)                                   |
| 2005/2006 | Schweden: Einzelmeisterschaft O35 | Mixed        | 1     | Paul Ottosson / Jeanette Kuhl (Täby BMF)                   |
| 2006      | Senioren-Europameisterschaft 40+  | Dameneinzel  | 3     | Jeanette Kuhl                                              |
| 2006/2007 | Schweden: Einzelmeisterschaft O35 | Damendoppel  | 1     | Marina Kårström / Jeanette Kuhl (BMK Södermalm / Täby BMF) |
| 2006/2007 | Schweden: Einzelmeisterschaft O35 | Dameneinzel  | 1     | Jeanette Kuhl (Täby BMF)                                   |
| 2006/2007 | Schweden: Einzelmeisterschaft O40 | Mixed        | 1     | Paul Ottosson / Jeanette Kuhl (Täby BMF)                   |
| 2007/2008 | Schweden: Einzelmeisterschaft O35 | Dameneinzel  | 1     | Jeanette Kuhl (Täby BMF)                                   |
| 2007/2008 | Schweden: Einzelmeisterschaft O35 | Damendoppel  | 1     | Jeanette Kuhl / Tanja Karlsson (Täby BMF / Älmhult)        |
| 2007/2008 | Schweden: Einzelmeisterschaft O35 | Mixed        | 1     | Joacim Fellenius / Jeanette Kuhl (Skogås / Täby)           |
| 2008      | Senioren-Europameisterschaft 35+  | Damendoppel  | 3     | Marina Karstrom / Jeanette Kuhl                            |
| 2008      | Senioren-Europameisterschaft 35+  | Mixed        | 1     | Joacim Fellenius / Jeanette Kuhl                           |
| 2009      | Senioren-Weltmeisterschaft 35+    | Mixed        | 2     | Joacim Fellenius/Jeanette Kuhl                             |
| 2009      | Senioren-Weltmeisterschaft 40+    | Damendoppel  | 1     | Vlada Cherniavskaya/Jeanette Kuhl                          |